# غلوبولين مرتبط بالتيروكسين
الغلوبولين المرتبط بالتيروكسين (TBG) هو بروتين الغلوبولين يُرمَّز بواسطة جين SERPINA7 في البشر. يرتبط الغلوبولين المرتبط بالتيروكسين بهرمونات الغدة الدرقية في الدورة الدموية. وهو أحد البروتينات الثلاثة الناقلة (إلى جانب الترانسثيريتين وألبومين المصل) المسؤولة عن حمل هرمونات الغدة الدرقية التيروكسين (T4) وثلاثي يود الثيرونين ( T3) في مجرى الدم. من بين هذه البروتينات الثلاثة، يعد الغلوبولين المرتبط بالتيروكسين الأكثر ألفة لـ T4 وT3، ولكن تركيزه أقل من الترانسثيريتين والألبومين، اللذين يرتبطان أيضاً بـ T3 وT4 في الدورة الدموية. وعلى الرغم من تركيزه المنخفض، يحمل الغلوبولين المرتبط بالتيروكسين غالبية T4 في بلازما الدم. بسبب التركيز المنخفض جداً لـ T4 وT3 في الدم، نادراً ما يكون الغلوبولين المرتبط بالتيروكسين مشبعاً بربيطه بنسبة تزيد عن 25%. على عكس الترانسثيريتين والألبومين، يحتوي الغلوبولين المرتبط بالتيروكسين على موقع ارتباط واحد لـ T4 /T3. يصنع الغلوبولين المرتبط بالتيروكسين بشكل أساسي في الكبد على شكل بروتين يبلغ وزنه 54 كيلو دالتون. من حيث علم الجينوم، فإن الغلوبولين المرتبط بالتيروكسين هو عبارة عن سربين؛ ومع ذلك، ليس له وظيفة مثبطة مثل العديد من أفراد هذه الفئة من البروتينات.

## دوره في التشخيص
في بعض الأحيان يقاس الغلوبولين المرتبط بالتيروكسين للعثور على سبب ارتفاع أو انخفاض مستويات الهرمونات الدرقية. يتم ذلك عن طريق قياس ارتباط الراتنج بهرمون الغدة الدرقية الموسوم، والذي يحدث فقط عندما يكون هرمون الغدة الدرقية الموسوم حراً.
يُمزج مصل المريض مع هرمون الغدة الدرقية الموسوم؛ بعد ذلك، يتم إضافة الراتنج إلى الخليط بأكمله لقياس كمية هرمون الغدة الدرقية الموسوم الحر.
على سبيل المثال، إذا كان المريض يعاني من قصور درق، ومستويات الغلوبولين المرتبط بالتيروكسين طبيعية (سيكون فيه العديد من المواقع الفارغة للارتباط نظراً لأن مستوى هرمون الغدة الدرقية الإجمالي منخفض)، لذا عند إضافة الهرمون الموسوم فسيرتبط في الغالب بالغلوبولين المرتبط بالتيروكسين، ويبقى القليل منه للارتباط بالراتنج.
على عكس ذلك، إذا كان المريض يعاني من فرط نشاط درق، ومستويات الغلوبولين المرتبط بالتيروكسين طبيعية (ستكون المواقع فيه مشبعة بسبب ارتفاع مستويات الهرمونات الدرقية)، مما يترك عدد مواقع أقل للهرمون الموسوم، مما يجعله يرتبط أكثر مع الراتنج.
في المرضى الذين يعانون من قصور أو فرط نشاط الغدة الدرقية، فإن قياس الغلوبولين المرتبط بالتيروكسين غير مفيد جداً. ومع ذلك، إذا كانت مستويات الهرمونات الدرقية الكلية تشير إلى قصور الدرقية أو فرط نشاط الدرقية بغياب الأعراض المرافقة، فإن فائدة قياس الغلوبولين المرتبط بالتيروكسين تصبح أكثر وضوحاً، حيث يُعدل إنتاج الغلوبولين المرتبط بالتيروكسين بواسطة عوامل أخرى مثل مستويات الأستروجين، أو مستويات القشرانيات السكرية، أو فشل الكبد.
على سبيل المثال، إذا كان مستوى الغلوبولين المرتبط بالتيروكسين مرتفعاً، وهو ما قد يحدث عندما تكون مستويات هرمون الأستروجين مرتفعة، فإن الغلوبولين المرتبط بالتيروكسين سيرتبط بمزيد من الهرمونات الدرقية، مما يقلل من الهرمون الدرقي الحر في الدم، مما يؤدي إلى تحفيز TSH، وإنتاج المزيد من هرمونات الغدة الدرقية. في هذه الحالة سيكون مستوى الهرمونات الدرقية الكلية مرتفعاً. وهكذا، عندما يتم إضافة الهرمون الموسوم (هنا الغلوبولين المرتبط بالتيروكسين مرتفع للغاية) فبمجرد تحقيق التوازن بين ارتباط هرمون الغدة الدرقية الداخلي والهرمون الموسوم، سيكون هناك كمية أقل من الهرمون الموسوم الحر المتاح للارتباط مع الراتنج. على العكس من ذلك، بوجود القشرانيات السكرية، التي تخفض مستويات الغلوبولين المرتبط بالتيروكسين، فإن إجمالي الهرمونات الدرقية (المرتبط والحر) في الدم سيكون منخفضاً. وهكذا، عندما يضاف الهرمون الموسوم (هنا الغلوبولين المرتبط بالتيروكسين منخفض)، بعد تحقيق التوازن، فإن جزءً صغيراً فقط منه سوف يرتبط، مما يترك الكثير متاحاً للارتباط مع الراتنج.

## روابط خارجية
- نظرة عامة على جميع المعلومات الهيكلية المتوفرة في بنك بيانات البروتينات ليونيبروت: P05543 (Thyroxine-binding globulin) في PDBe-KB.